# 2015-ös svéd labdarúgó-bajnokság (másodosztály)
A 2015-ös Superettan volt a 15. alkalommal megrendezett másodosztályú labdarúgó-bajnokság Svédországban. A pontvadászat 2015. április 3-án kezdődött és november 8-án ért véget.

## Csapatváltozások
| Feljutott a másodosztályba      | Kiesett a harmadosztályba              |
| ------------------------------- | -------------------------------------- |
| AFC United Utsiktens BK IK Frej | Östers IF Landskrona BoIS Husqvarna FF |

## Résztvevő csapatok
| Csapat              | Székhely   | Stadion                  | Befogadóképesség1 |
| ------------------- | ---------- | ------------------------ | ----------------- |
| AFC United          | Stockholm  | Skytteholms IP           | 3,500             |
| Assyriska FF        | Södertälje | Södertälje Fotbollsarena | 6,700             |
| Degerfors IF        | Degerfors  | Stora Valla              | 7,500             |
| GAIS                | Göteborg   | Gamla Ullevi             | 18,416            |
| IF Brommapojkarna   | Stockholm  | Grimsta IP               | 5,500             |
| IFK Värnamo         | Värnamo    | Finnvedsvallen           | 5,000             |
| IK Frej             | Täby       | Vikingavallen            | 1,250             |
| IK Sirius           | Uppsala    | Studenternas IP          | 6,300             |
| Jönköpings Södra IF | Jönköping  | Stadsparksvallen         | 5,500             |
| Ljungskile SK       | Ljungskile | Uddevalla Arena          | 5,500             |
| Mjällby AIF         | Hällevik   | Strandvallen             | 6,750             |
| Syrianska FC        | Södertälje | Södertälje Fotbollsarena | 6,100             |
| Utsiktens BK        | Göteborg   | Ruddalens IP             | 5,000             |
| Varbergs BoIS       | Varberg    | Påskbergsvallen          | 4,500             |
| Ängelholms FF       | Ängelholm  | Ängelholms IP            | 4,000             |
| Östersunds FK       | Östersund  | Jämtkraft Arena          | 6,400             |

- 1A Svéd Labdarúgó Szövetség honlapja szerint.[6]

### Személyek és támogatók
| Csapat              | Vezetőedző                       | Csapatkapitány      | Mezgyártó | Mezszopnzor      |            |                   |            |      |                  |
| ------------------- | -------------------------------- | ------------------- | --------- | ---------------- | ---------- | ----------------- | ---------- | ---- | ---------------- |
| Csapat              | Vezetőedző                       | Csapatkapitány      | Mezgyártó | Mezszopnzor      | AFC United | Özcan Melkemichel | Josh Wicks | Nike | Busmarket Sweden |
| Assyriska FF        | Azrudin Valentić                 | Linus Malmborg      | Nike      | Scania           |            |                   |            |      |                  |
| Degerfors IF        | Patrik Werner                    | Tobias Solberg      | Adidas    | Outokumpu        |            |                   |            |      |                  |
| GAIS                | Per-Ola Ljung                    | Kenneth Gustafsson  | Hummel    | Åbro             |            |                   |            |      |                  |
| IF Brommapojkarna   | Magni Fannberg                   | Jacob Une Larsson   | Adidas    | Åbro             |            |                   |            |      |                  |
| IFK Värnamo         | Jörgen Petersson Peter Johansson | Martin Claesson     | Puma      | Various          |            |                   |            |      |                  |
| IK Frej             | Bartosz Grzelak                  | Johannes Gustafsson | Erreà     | Daymark          |            |                   |            |      |                  |
| IK Sirius           | Kim Bergstrand                   | Niklas Busch Thor   | Nike      | Various          |            |                   |            |      |                  |
| Jönköpings Södra IF | Jimmy Thelin                     | Tommy Thelin        | Nike      | Various          |            |                   |            |      |                  |
| Ljungskile SK       | Tor-Arne Fredheim                | Markus Gustafsson   | Adidas    | Various          |            |                   |            |      |                  |
| Mjällby AIF         | Anders Linderoth                 | Mattias Asper       | Puma      | Various          |            |                   |            |      |                  |
| Syrianska FC        | Nemanja Miljanović               | Louay Chanko        | Nike      | Aros Kapital     |            |                   |            |      |                  |
| Utsiktens BK        | Janne Carlsson                   | Robin Jonsson       | Erreà     | Prioritet Finans |            |                   |            |      |                  |
| Varbergs BoIS       | Jörgen Wålemark                  | Robin Tranberg      | Umbro     | Various          |            |                   |            |      |                  |
| Ängelholms FF       | Joakim Persson                   | Albin Nilsson       | Adidas    | ScandStick       |            |                   |            |      |                  |
| Östersunds FK       | Graham Potter                    | Alex Dyer           | Adidas    | Various          |            |                   |            |      |                  |

### Vezetőedző váltások
| Csapat            | Távozó edző     | Ok           | Dátum             | Poz.      | Érkező edző    | Dátum              |
| ----------------- | --------------- | ------------ | ----------------- | --------- | -------------- | ------------------ |
| IF Brommapojkarna | Stefan Billborn | menesztették | 2014. november 3. | Előszezon | Magni Fannberg | 2014. november 11. |

## A bajnokság végeredménye
| Hely. | Csapat                     | M  | Gy | D  | V  | G+ | G– | Gk  | P  | Továbbjutás vagy kiesés    |
| ----- | -------------------------- | -- | -- | -- | -- | -- | -- | --- | -- | -------------------------- |
| 1.    | Jönköpings Södra IF (B, F) | 30 | 19 | 6  | 5  | 54 | 28 | +26 | 63 | feljutott az Allsvenskanba |
| 2.    | Östersunds FK (F)          | 30 | 18 | 8  | 4  | 56 | 25 | +31 | 62 | feljutott az Allsvenskanba |
| 3.    | IK Sirius                  | 30 | 15 | 13 | 2  | 53 | 25 | +28 | 58 | Rájátszás                  |
| 4.    | Assyriska FF               | 30 | 14 | 5  | 11 | 46 | 37 | +9  | 47 |                            |
| 5.    | Varbergs BoIS              | 30 | 12 | 11 | 7  | 34 | 27 | +7  | 47 |                            |
| 6.    | Ljungskile SK              | 30 | 11 | 10 | 9  | 44 | 37 | +7  | 43 |                            |
| 7.    | Syrianska FC               | 30 | 11 | 10 | 9  | 37 | 30 | +7  | 43 |                            |
| 8.    | AFC United                 | 30 | 10 | 10 | 10 | 43 | 44 | −1  | 40 |                            |
| 9.    | Degerfors IF               | 30 | 10 | 8  | 12 | 36 | 38 | −2  | 38 |                            |
| 10.   | IFK Värnamo                | 30 | 10 | 8  | 12 | 37 | 40 | −3  | 38 |                            |
| 11.   | GAIS                       | 30 | 10 | 5  | 15 | 37 | 44 | −7  | 35 |                            |
| 12.   | Ängelholms FF              | 30 | 8  | 9  | 13 | 31 | 47 | −16 | 33 |                            |
| 13.   | Mjällby AIF (K)            | 30 | 8  | 6  | 16 | 23 | 43 | −20 | 30 | Osztályozó                 |
| 14.   | IK Frej (O)                | 30 | 7  | 8  | 15 | 22 | 44 | −22 | 29 | Osztályozó                 |
| 15.   | Utsiktens BK (K)           | 30 | 7  | 5  | 18 | 28 | 56 | −28 | 26 | Kiesik a Division 1-be     |
| 16.   | IF Brommapojkarna (K)      | 30 | 5  | 8  | 17 | 30 | 46 | −16 | 23 | Kiesik a Division 1-be     |

### Osztályozó
| 2015. november 5. 18:30 UTC+1 |

| Örgryte IS  | 1–0         | Mjällby AIF |
| ----------- | ----------- | ----------- |
| Paulson 60' | Jegyzőkönyv |             |

| Gamla Ullevi, Göteborg Nézőszám: 5809 Játékvezető: Nermin Cisic |

| 2015. november 8. 15:00 UTC+1 |

| Mjällby AIF | 1–1         | Örgryte IS  |
| ----------- | ----------- | ----------- |
| Terzić 83'  | Jegyzőkönyv | Sahlin 104' |

| Strandvallen, Hällevik Nézőszám: 3522 Játékvezető: Kaspar Sjöberg |

Örgryte IS nyert 2–1-es összesítéssel.
| 2015. november 5. 18:30 UTC+1 |

| Akropolis IF | 0–1         | IK Frej   |
| ------------ | ----------- | --------- |
|              | Jegyzőkönyv | Lallet 7' |

| Akalla BP, Stockholm Játékvezető: Lars Olsson |

| 2015. november 8. 15:00 UTC+1 |

| IK Frej    | 1–0         | Akropolis IF |
| ---------- | ----------- | ------------ |
| Lallet 72' | Jegyzőkönyv |              |

| Vikingavallen, Täby Játékvezető: Per Melin |

IK Frej nyert 2-0-ás összesítéssel.

### Helyezések fordulónként, meccstáblázat
| Hazai \ Vendég1     | AFCU | ASF | DEG | GAIS | IFB | IFKV | IKF | IKS | JSIF | LSK | MAIF | SFC | UBK | VBS | ANF | ÖFK |
| AFC United          |      | 3–0 | 0–2 | 0–2  | 3–1 | 1–1  | 0–0 | 2–2 | 1–5  | 0–4 | 0–0  | 2–3 | 2–0 | 3–2 | 3–0 | 1–2 |
| Assyriska FF        | 1–3  |     | 2–1 | 1–0  | 2–1 | 0–0  | 3–1 | 0–0 | 2–3  | 0–0 | 3–0  | 2–0 | 7–1 | 0–1 | 3–3 | 4–2 |
| Degerfors IF        | 3–1  | 2–0 |     | 0–1  | 1–1 | 1–1  | 4–0 | 1–1 | 2–0  | 0–3 | 0–1  | 1–0 | 1–2 | 1–1 | 1–1 | 0–0 |
| GAIS                | 1–1  | 0–2 | 2–1 |      | 2–1 | 1–3  | 0–0 | 2–3 | 1–2  | 0–0 | 4–1  | 3–0 | 5–2 | 0–1 | 2–2 | 1–1 |
| IF Brommapojkarna   | 1–1  | 2–3 | 0–2 | 0–2  |     | 2–1  | 2–1 | 1–0 | 1–1  | 1–2 | 2–2  | 0–1 | 1–0 | 0–0 | 1–1 | 0–1 |
| IFK Värnamo         | 2–3  | 3–1 | 1–3 | 1–0  | 2–1 |      | 2–1 | 1–5 | 1–1  | 2–1 | 4–0  | 0–0 | 3–2 | 0–1 | 1–2 | 1–0 |
| IK Frej             | 1–1  | 0–2 | 2–2 | 1–0  | 0–4 | 1–0  |     | 0–0 | 0–1  | 1–0 | 0–2  | 2–1 | 1–0 | 0–0 | 0–1 | 1–1 |
| IK Sirius           | 1–1  | 1–0 | 2–0 | 5–0  | 3–1 | 2–0  | 2–0 |     | 2–0  | 3–3 | 1–0  | 1–0 | 3–0 | 2–2 | 1–0 | 2–2 |
| Jönköpings Södra IF | 2–1  | 2–0 | 0–1 | 1–0  | 5–2 | 2–1  | 2–0 | 1–1 |      | 3–2 | 2–0  | 1–0 | 5–2 | 3–0 | 4–0 | 0–1 |
| Ljungskile SK       | 0–3  | 3–2 | 3–0 | 3–2  | 1–0 | 0–2  | 1–1 | 4–3 | 1–2  |     | 2–0  | 0–0 | 2–1 | 1–1 | 0–0 | 0–2 |
| Mjällby AIF         | 1–1  | 0–1 | 1–2 | 1–0  | 2–1 | 1–0  | 1–3 | 1–2 | 0–1  | 0–0 |      | 1–2 | 1–2 | 2–1 | 1–2 | 1–0 |
| Syrianska FC        | 3–3  | 0–0 | 3–0 | 3–0  | 0–0 | 0–0  | 3–1 | 0–0 | 1–1  | 2–0 | 4–0  |     | 1–1 | 1–0 | 1–3 | 1–1 |
| Utsiktens BK        | 0–1  | 0–1 | 4–1 | 1–0  | 1–0 | 3–0  | 1–0 | 1–1 | 1–2  | 0–4 | 0–0  | 1–4 |     | 1–1 | 0–1 | 0–2 |
| Varbergs BoIS       | 1–0  | 2–0 | 0–0 | 2–3  | 1–1 | 2–1  | 5–0 | 1–1 | 2–0  | 1–1 | 1–2  | 1–0 | 0–0 |     | 1–0 | 1–0 |
| Ängelholms FF       | 0–1  | 0–2 | 2–1 | 1–3  | 3–1 | 2–2  | 0–4 | 0–2 | 1–1  | 3–3 | 1–1  | 1–2 | 1–0 | 0–1 |     | 0–1 |
| Östersunds FK       | 3–1  | 3–2 | 3–2 | 4–0  | 2–1 | 1–1  | 3–0 | 1–1 | 1–1  | 2–0 | 1–0  | 4–1 | 5–1 | 4–1 | 3–0 |     |

Utolsó felvett mérkőzés dátuma: 2015. augusztus 23. 
Forrás:  
1A hazai csapatok a bal oldali oszlopban szerepelnek.
Színek: Zöld = hazai győzelem; Sárga = döntetlen; Piros = vendéggyőzelem.
 

## Statisztika
| # | Játékos          | Klub                | Gólok |
| - | ---------------- | ------------------- | ----- |
| 1 | Fredrik Olsson   | Jönköpings Södra IF | 17    |
| 2 | Jamie Hopcutt    | Östersunds FK       | 15    |
| 3 | Luka Mijaljević  | Utsiktens BK        | 13    |
| 3 | Peter Samuelsson | Degerfors IF        | 13    |
| 3 | Tommy Thelin     | Jönköpings Södra IF | 13    |
| 6 | Stefan Silva     | IK Sirius           | 12    |
| 7 | Mattias Genc     | Assyriska FF        | 10    |
| 7 | Dragan Kapčević  | Östersunds FK       | 10    |
| 7 | Chidi Omeje      | AFC United          | 10    |

| # | Játékos        | Klub                | Gólpassz |
| - | -------------- | ------------------- | -------- |
| 1 | Dženis Kozica  | IFK Värnamo         | 11       |
| 2 | Michael Omoh   | Östersunds FK       | 10       |
| 2 | Daryl Smylie   | Jönköpings Södra IF | 10       |
| 2 | Tommy Thelin   | Jönköpings Södra IF | 10       |
| 5 | Ken Sema       | Ljungskile SK       | 9        |
| 6 | Eric Jernberg  | Degerfors IF        | 8        |
| 6 | Jonas Lindberg | Ljungskile SK       | 8        |

### Mesterhármast elérő játékosok
| Játékos                   | Csapat              | Ellenfél      | Végeredmény | Dátum               |
| ------------------------- | ------------------- | ------------- | ----------- | ------------------- |
| Mattias Genc              | Assyriska FF        | IK Frej       | 3–1         | 2015. április 26.   |
| Michael Omoh              | Östersunds FK       | Syrianksa FC  | 4–1         | 2015. május 5.      |
| Gabriel Altemark-Vanneryr | Ljungskile SK       | IK Sirius     | 4–3         | 2015. május 6.      |
| Peter Samuelsson          | Degerfors IF        | IK Frej       | 4–0         | 2015. május 9.      |
| Chidi Omeje               | AFC United          | Ljungskile SK | 0–3         | 2015. augusztus 1.  |
| Nsima Peter               | Varbergs BoIS       | IK Frej       | 5–0         | 2015. augusztus 1.  |
| Othman El Kabir           | AFC United          | IFK Värnamo   | 2–3         | 2015. augusztus 16. |
| Hannes Stiller            | Ljungskile SK       | Ängelholms FF | 3–3         | 2015. augusztus 23. |
| Jamie Hopcutt             | Östersunds FK       | Utsiktens BK  | 5–1         | 2015. augusztus 24. |
| Tommy Thelin              | Jönköpings Södra IF | Utsiktens BK  | 5–2         | 2015. november 1.   |